# Luciano Lizárraga Goenaga
Luciano Lizárraga Goenaga (Hernani, 13 de març de 1881 - Vitòria, 3 de maig de 1960) fou un futbolista basc de la dècada de 1900.

## Trajectòria
La temporada 1900-01 jugà a la Societat Espanyola de Foot-Ball, essent un dels homes que jugà el primer derbi de la història entre Barcelona i Espanyol. Entre 1903 i 1905 jugà a futbol a la capital espanyola, als clubs Moderno FC i Madrid CF (que havia absorbit el Moderno). Finalment jugà al FC Barcelona la temporada 1906-07, sense arribar a disputar cap partit oficial.